# Ciclo dell'urea

1. Ornitina
2. Carbammilfosfato
3. Citrullina
4. Argininsuccinato
5. Fumarato
6. Arginina
7. Urea
L-Asp = Aspartato
CPS-1 = Carbammilfosfato sintetasi I
OTC = Ornitina transcarbamilasi
ASS = Argininsuccinato sintetasi
ASL = Argininsuccinato liasi
ARG1 = Arginasi 1

 Il ciclo dell'urea (anche detto ciclo dell'ornitina o ciclo dell'oca, dalle iniziali dei tre amminoacidi coinvolti: ornitina, citrullina e arginina) è un ciclo metabolico presente negli organismi ureotelici (es. mammiferi e molti anfibi adulti) volto a trasformare l'ammoniaca (altamente tossica) in urea, affinché possa essere eliminata con le urine. Nei pesci l'ammoniaca viene escreta come tale, mentre nei rettili e negli uccelli viene trasformata metabolicamente in acido urico. L'ammoniaca è prodotta dal catabolismo degli amminoacidi e dalle fermentazioni batteriche intestinali. Il ciclo dell'urea avviene nel fegato; tuttavia, teoricamente, anche gli altri tessuti sono in grado di produrre urea in quantità poco rilevanti, disponendo di arginasi.
La via metabolica produce ioni idrogeno quindi il processo viene regolato negativamente in caso di acidosi.
La reazione netta è:
NH4+ + HCO3- + Asp + 3ATP + H2O → Urea + Acido fumarico + 2ADP + AMP + 2Pi + PPi
Considerato che si parte dalla reazione tra ammoniaca e acido carbonico che formano carbammato (ovvero l'ammide dell'acido carbonico) per avere urea (ovvero la diammide dell'acido carbonico) si nota come una reazione semplice, realizzabile in un passaggio, ma con energia di attivazione elevata non abbassabile da un singolo enzima, viene nella cellula spezzettata in 5 passaggi energeticamente più favorevoli. Dal ciclo vengono forniti altri metaboliti importanti come l'arginina che, pur essendo un amminoacido essenziale per l'infanzia, in età adulta è prodotta dal ciclo.

## Reazioni
|   | Substrati e coenzimi         | Prodotti                     | Enzima                      | Localizzazione |
| - | ---------------------------- | ---------------------------- | --------------------------- | -------------- |
| 1 | NH4+ + HCO3− + 2ATP          | carbamilfosfato + 2ADP + Pi  | Carbamilfosfato sintetasi I | mitocondrio    |
| 2 | carbammilfosfato + ornitina  | citrullina + Pi              | Ornitina transcarbamilasi   | mitocondrio    |
| 3 | citrullina + aspartato + ATP | argininsuccinato + AMP + PPi | Argininsuccinato sintetasi  | citosol        |
| 4 | argininsuccinato             | arginina + fumarato          | Argininsuccinato liasi      | citosol        |
| 5 | arginina + H2O               | ornitina + urea              | Arginasi                    | citosol        |

Il ciclo dell'urea inizia con la formazione di carbamilfosfato, tramite la condensazione del catione ammonio NH4+, l'anione idrogenocarbonato (bicarbonato) HCO3- e una molecola di fosfato inorganico, catalizzata dalla carbamilfosfato sintetasi I, tramite dispendio di due molecole di ATP. Successivamente, il carbamilfosfato viene fatto condensare con una molecola di ornitina per dare citrullina; la reazione è catalizzata dalla ornitina transcarbamilasi. La citrullina formata esce dal mitocondrio per andare nel citosol, qui viene fatta condensare con una molecola di aspartato dalla argininosuccinato sintetasi formando argininosuccinato. L'argininosuccinato viene scisso in arginina e fumarato dall'argininosuccinato liasi ed il fumarato viene indirizzato verso il ciclo di Krebs, il fumarato è trasformato dalla fumarasi citoplasmatica in malato e questo ossidato in ossaloacetato, che viene poi transaminato in aspartato. Infine, l'arginina è trasformata in ornitina e urea dall'arginasi, e quindi l'urea viene trasportata dal flusso ematico verso i reni e l'ornitina può essere utilizzata per un altro ciclo. L'urea viene poi escreta con le urine. Sebbene tutti i tessuti dispongano di arginasi, e dunque della capacità di compiere il ciclo, è solamente il fegato ad essere ricco degli enzimi del ciclo ed in particolare della carbamil-fosfato sintetasi di tipo I e la ornitina transcarbamilasi.

## Regolazione
Il ciclo dell'urea subisce una duplice regolazione: una a lungo e una a breve termine.
Nel primo caso si osserva come la modulazione dell'attività catalitica degli enzimi dipenda dalla composizione della dieta: infatti, nel caso in cui si assuma una dieta ricca di proteine, i cinque enzimi della via metabolica vengono sintetizzati molto più velocemente poiché si compensa il rilascio dei gruppi amminici successivamente alla degradazione delle proteine digerite. La stessa situazione si osserva nel caso in cui si è sottoposti ad un periodo di digiuno, ma, in questo caso, la fonte delle proteine e dei gruppi amminici è differente poiché proviene dalla degradazione delle proteine muscolari. 
La regolazione a "breve termine", invece, consiste nella produzione di N-acetilglutammato, attivatore allosterico dell'enzima carbamil fosfato sintetasi I. Questo composto viene formato a partire da una molecola di glutammato e una di acetil-CoA, grazie all'azione dell'enzima N-acetilglutammato sintasi, a sua volta attivato grazie ad un aumento delle concentrazioni di arginina (intermedio del ciclo dell'urea).

## Collegamento con il ciclo dell'acido citrico
Il ciclo dell'urea e il ciclo dell'acido citrico sono cicli indipendenti, ma collegati. Uno degli atomi di azoto nel ciclo dell'urea è ottenuto dalla transaminazione dell'ossalacetato in aspartato. Il fumarato che viene prodotto nella fase tre è anche un intermedio nel ciclo dell'acido citrico e viene riportato a quel ciclo.

## Patologie del ciclo dell'urea
Una rara malattia genetica che colpisce circa una persona su 35.000 negli Stati Uniti. Possono verificarsi difetti genetici negli enzimi coinvolti nel ciclo. Le mutazioni portano a carenze dei vari enzimi e trasportatori coinvolti nel ciclo dell'urea e causano disturbi del ciclo dell'urea. Se gli individui con un difetto in uno dei sei enzimi utilizzati nel ciclo ingeriscono aminoacidi oltre a quanto necessario per il fabbisogno giornaliero, l'ammoniaca prodotta non sarà in grado di essere convertita in urea. Questi individui possono sperimentare iperammonemia o l'accumulo di un ciclo intermedio.
- Deficit di N-acetilglutammato sintasi
- Carenza di carbamoilfosfato sintetasi
- Carenza di ornitina transcarbamilasi
- Citrullinemia (carenza di acido argininosuccinico sintasi)
- Aciduria argininosuccinica (carenza di acido lisasi argininosuccinica)
- Argininemia (carenza di arginasi)
- Iperornitinemia, iperammonemia, sindrome da omocitrullinuria (carenza del trasportatore mitocondriale dell'ornitina)
- Morbo di Alzheimer (eccedenza di arginasi)
- Diabete di tipo 2 (surplus di arginasi)
- Alta pressione sanguigna (surplus di arginasi)

La maggior parte dei disturbi del ciclo dell'urea sono associati all'iperammonemia, tuttavia l'argininemia e alcune forme di aciduria arginino-succinica non presentano ammoniaca elevata.

## Storia
Il ciclo dell'urea fu il primo ciclo metabolico a essere delucidato. Venne chiarito da Hans Adolf Krebs e Kurt Henseleit nel 1932, ma solo successivamente Sarah Ratner e Philip Cohen descrissero in dettaglio le singole reazioni.